# Марченко, Григорий Борисович
Григо́рий Бори́сович Ма́рченко (укр. Григорій Борисович Марченко; 13 марта 1951, Киевская область, Украинская ССР, СССР — 24 января 2017, Киев, Украина) — советский и украинский военный деятель, директор Департамента реагирования на чрезвычайные ситуации Государственной службы Украины по чрезвычайным ситуациям, первый заместитель командующего Национальной гвардией Украины — начальник Главного штаба, генерал-лейтенант.

## Биография

### Образование. Военная служба
Окончил Харьковское гвардейское высшее военное танковое командное училище имени Верховного Совета (1973), Военную академию бронетанковых войск им.имени Маршала Советского Союза Р. Я. Малиновского (1985), Академию Вооруженных Сил Украины (1996).
На военной службе с 1973 г. Проходил службу в Вооруженных Силах на должностях от командира взвода до командира дивизии. С 1998 г. — первый заместитель командующего Национальной гвардии Украины — начальник Главного штаба. С 2000 г. — на службе в Центральном аппарате МЧС Украины на должностях заместителя Министра; первого заместителя Государственного секретаря — Командующего Сил МЧС Украины; Директора Департамента Сил гражданской защиты МЧС; Директора Департамента управления спасательными силами МЧС; Директора департамента реагирования на чрезвычайные ситуации
ГСЧС Украины.

### Служба в рядах НГУ
С мая 1998 по декабрь 1999 г. во время пребывания в должности первого заместителя командующего Национальной гвардии Украины — начальника Главного штаба приложил много усилий для построения на базе Нацгвардии мобильного, мощного, патриотического и боеспособного военного формирования по лучшим европейским образцам. Значительное внимание уделял вопросам боевой готовности воинских частей и соединений гвардии на территории Автономной Республики Крым, часто лично проверял организацию и условия несения службы крымскими нацгвардейцами. В это время подразделения Национальной гвардии, которые дислоцировались на полуострове, были самыми боеспособными и профессионально подготовленными к выполнению задач по назначению, в частности реагирования на проявления экстремизма и сепаратизма, пик которых пришелся как раз на 1998 год.

### Служба в МЧС и ГСЧС Украины
После расформирования в конце 1999 г. Национальной гвардии с апреля 2000 г. перешёл на службу в Министерства по вопросам чрезвычайных ситуаций где занимал руководящие должности. Согласно распределению обязанностей, отвечал за командование Силами МЧС, к которым относились Войска Гражданской обороны Украины, а затем (после реформирования МЧС и присоединения подразделений пожарной охраны) — Оперативно-спасательная служба гражданской защиты Украины. В течение 2000—2013 гг. под его руководством были ликвидированы масштабные чрезвычайные ситуации техногенного и природного характера. После реорганизации в конце 2013 г. МЧС Украины в Государственную службу Украины по чрезвычайным ситуациям (ГСЧС) был назначен директором Департамента реагирования на чрезвычайные ситуации аппарата ГСЧС.